# Bursera toledoana
Bursera toledoana är en tvåhjärtbladig växtart som beskrevs av Rzed. & Calderón. Bursera toledoana ingår i släktet Bursera och familjen Burseraceae. Inga underarter finns listade i Catalogue of Life.